# Marcel Lefebvre

Marcel Lefebvre

Wappen; Der Wahlspruch: „Et nos credidimus caritati“ (deutsche Übersetzung: „Und wir haben an die Nächstenliebe geglaubt.“) bezieht sich auf

Marcel François Marie Joseph Lefebvre CSSp (* 29. November 1905 in Tourcoing, Nord-Pas-de-Calais, Frankreich; † 25. März 1991 in Martigny, Schweiz) war ein römisch-katholischer Erzbischof und eine Leitfigur katholischer Traditionalisten, die wesentliche Reformen des Zweiten Vatikanischen Konzils (1962–1965) ablehnten: darunter die Theologie und die praktischen Folgen von Nostra Aetate, den Ökumenismus und die Liturgiereformen seit 1965.
1969 gründete Lefebvre deshalb die Priesterbruderschaft St. Pius X. 1976 wurde er wegen Priesterweihen ohne Weiheentlassschreiben von Papst Paul VI. suspendiert, 1988 zog er sich unter Papst Johannes Paul II. wegen unerlaubter Bischofsweihen die Tatstrafe der Exkommunikation zu.

## Leben

### Herkunft

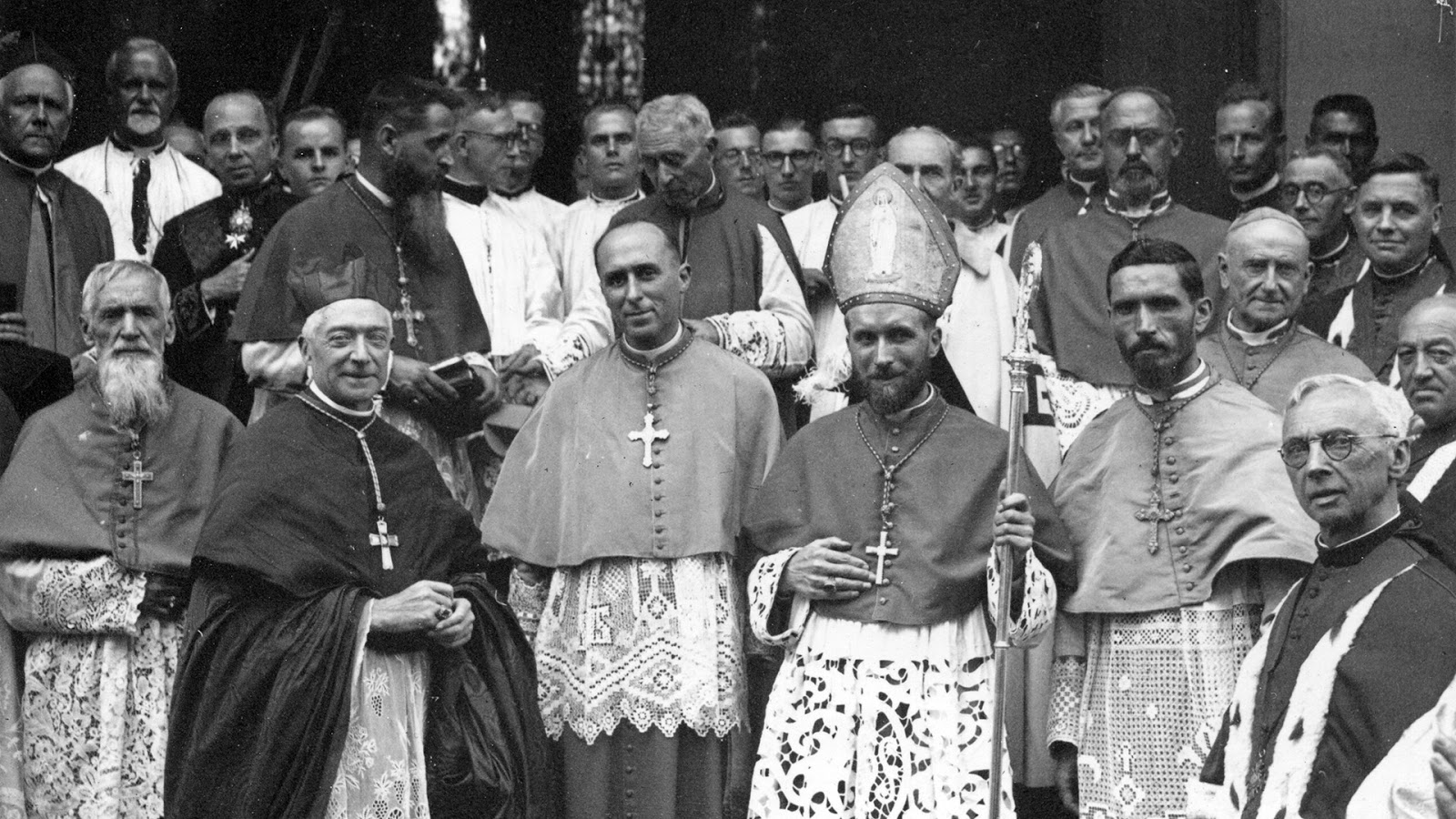
Bischofsweihe von Marcel Lefebvre (4. von links, mit Krummstab und Mitra) am 18. September 1947 durch den Bischof von Lille, Achille Liénart, in Tourcoing zum Titularbischof von Anthedon in Palästina und zum Apostolischen Vikar in Dakar

Marcel Lefebvre wurde am 29. November 1905 geboren. Seine Eltern waren der Industrielle René Lefebvre und Gabrielle Lefebvre, geborene Watine. René Lefebvre leitete einen großen Spinnereibetrieb. Während des Ersten Weltkrieges arbeitete er im englisch-belgischen Botschaftsdienst. Während des Zweiten Weltkrieges war er im Geheimdienst tätig und geriet während der deutschen Besetzung Frankreichs, auch wegen der Aufnahme von Flüchtlingen, im Jahr 1941 in deutsche Gefangenschaft. Marcel Lefebvres Mutter Gabrielle zeichnete sich durch intensives kirchliches Engagement in mehreren katholischen Organisationen aus. Das Paar hatte gemeinsam acht Kinder, von denen die fünf ältesten in katholische Orden eintraten.
Im Oktober 1915 kam Lefebvre ins Gymnasium des Herz-Jesu-Kollegs (Institution libre du Sacré-Cœur) in Tourcoing bei Roubaix im Bistum Lille. Sein Vater starb am 4. März 1944 im KZ Sonnenburg in der Neumark, wo er wegen seiner Aktivitäten im Widerstand gegen den Nationalsozialismus und wegen Unterstützung der Alliierten durch Spionageaktivitäten sowie Fluchthilfe für jüdische Gefangene inhaftiert war. Einer der Brüder Marcel Lefebvres, René, wurde wie Marcel Priester bei den „Vätern vom Heiligen Geist“, drei Schwestern, Jeanne (Kongregation der Sühneschwestern Mariens), Bernadette (Kongregation der Schwestern vom Heiligen Geist) und Christiane (Unbeschuhte Karmelitin) wurden Nonnen. Christiane Lefebvre errichtete in Belgien mehrere traditionalistische Karmelitinnenkonvente.

### Theologieausbildung
Lefebvre wandte sich ebenfalls dem Studium der Theologie zu. Er war seit Oktober 1923 Schüler am Pontificium Seminarium Gallicum in Urbe („Gallicum“) in Rom, das von dem Spiritaner Henri Le Floch (1862–1950) mit antimodernistischer, antiliberaler, antikommunistischer und antidemokratischer Zielsetzung geleitet wurde. Lefebvre studierte an der Päpstlichen Universität Gregoriana in Rom, u. a. bei dem Jesuiten Kardinal Billot, und promovierte dort 1925 zum Dr. phil. sowie 1929 zum Dr. theol. Im selben Jahr empfing er am 21. September 1929 mit knapp 24 Jahren in Lille die Priesterweihe. Anschließend wurde er Kaplan in Lomme, einem Vorort von Lille.
Marcel Lefebvres theologische Ausbildung war durch den französischen Militärdienst in Frankreich unterbrochen. Nach seiner Grundausbildung in Mourmelon-le-Grand wurde er im Dezember 1926 dem 509. Panzerregiment in Valenciennes als Unteroffizier zugeteilt. Danach nahm er seine Studien im französischen Seminar in Rom im November 1927 wieder auf. Während der Militärzeit Lefebvres geriet Henri Le Floch in die Auseinandersetzung um die von dem rechtsextremen französischen Schriftsteller Charles Maurras gegründete Action française. Nach der Lehrverurteilung durch Papst Pius XI. im Jahr 1926, war Le Floch gezwungen, sein Amt als Rektor des „Séminaire Pontifical Français de Rome“ im Juli 1927 aufzugeben, was Lefebvre zutiefst bedauerte.

### Missionstätigkeit in Afrika
Im Jahr 1931 wurde er, wie sein Bruder René, Mitglied im Orden der Spiritaner, um Missionar in Afrika zu werden. Von 1932 bis 1945 war er Missionar in Gabun und Professor für Dogmatik und Exegese am Priesterseminar Libreville; ab 1934 – im Alter von 28 Jahren – zusätzlich dessen Regens. Im Jahr 1938 starb Marcel Lefebvres Mutter Gabrielle. Im selben Jahr wurde er zur Mission nach Donguila, Lambaréné und N’djole geschickt, wo er bis 1945 verblieb. In Lambaréné machte er die Bekanntschaft von Albert Schweitzer.

### Priesterausbilder in Frankreich
Im Oktober 1945 wurde Marcel Lefebvre Leiter des Philosophie-Scholastikats der Priesterausbildung in Mortain in der Normandie, einer Studienanstalt seiner Kongregation. Hier war seine Lehrtätigkeit stark von der scholastischen Theologie des Thomas von Aquin geprägt.

### Bischofsamt in Afrika
Am 12. Juni 1947 wurde Lefebvre im Alter von 41 Jahren zum Apostolischen Vikar in Dakar ernannt. Der Bischof von Lille, Kardinal Liénart, weihte Lefebvre am 18. September 1947 in seiner Heimatpfarrei Tourcoing zum Bischof; Mitkonsekratoren waren die Bischöfe Alfred-Jean-Félix Ancel IdP, Weihbischof in Lyon und Jean-Baptiste Victor Fauret, CSSp. Sein Wahlspruch „Et nos credidimus caritati“ (deutsche Übersetzung: „Und wir haben an die Nächstenliebe geglaubt.“) bezieht sich auf
1 Joh 4,16 . 
Am 16. November 1947 nahm Lefebvre seinen Dienst im mehrheitlich muslimischen Dakar, der damaligen Hauptstadt von Französisch-Westafrika, auf. Sein Amtsvorgänger im Apostolischen Vikariat Dakar, Auguste François Louis Grimault, war aufgrund seiner Zusammenarbeit mit dem Vichy-Regime politisch nicht mehr tragbar gewesen. Bereits im Jahr 1948 wurde Lefebvre zum Apostolischen Delegaten für die französischsprachigen Kolonialgebiete in Afrika berufen und zum Titularerzbischof von Arcadiopolis in Europa (heute Lüleburgaz in der Türkei) ernannt. Anschließend versah er diverse Dienste als Titularerzbischof und Apostolischer Delegat für Französisch-Afrika, gründete bis zur Errichtung des Erzbistums Dakar 62 Bistümer, leitete vier Bischofskonferenzen und entsprach dem päpstlichen Wunsch, nach mehreren Jahrhunderten der ausschließlich europazentrierten Missionsarbeit nun einen einheimisch-afrikanischen Klerus heranzubilden.
Am 14. September 1955 wurde Marcel Lefebvre durch Papst Pius XII. zum ersten Erzbischof von Dakar ernannt. In seiner Amtszeit förderte er in besonderem Maße die Priesterausbildung, errichtete zahlreiche Missionen und Kirchen sowie Bildungseinrichtungen und Krankenhäuser. Zum Zwecke der Christianisierung der afrikanischen Bevölkerung organisierte er die Entsendung mehrerer europäischer Missionsorden in den Senegal. Der Dekolonisation Afrikas stand Lefebvre ablehnend gegenüber, da er sie als eine vom expandierenden Kommunismus initiierte Bewegung erachtete. Hinsichtlich seines rigiden Antikommunismus befürwortete Lefebvre vor dem Hintergrund des Kalten Krieges vollständig das Dekret von Papst Pius XII. über die Haltung der katholischen Gläubigen gegenüber der kommunistischen Partei vom 1. Juli 1949, in dem der Papst die Mitgliedschaft in kommunistischen Parteien und Organisationen oder deren Förderung sowie die Herausgabe, Verbreitung und das Lesen von kommunistischen Schriften unter die Strafe der Exkommunikation stellte. Im Jahr 1959 äußerte sich Lefebvre öffentlich gegen die kommunistische Ideologie, die Bewegung der Aufklärung sowie die Werte der Französischen Revolution mit ihrer Erklärung der Menschen- und Bürgerrechte und brandmarkte diese als antichristliche Häresie. Diese Haltung wurde innerhalb von Teilen des katholischen Klerus Frankreichs mit Skepsis betrachtet, da man mit einer gewissen kompromissbereiten Haltung die linksorientierte Arbeiterschaft des Landes für den Katholizismus nicht vollständig verlieren wollte.

### Zweites Vatikanisches Konzil
Im Jahr 1958 enthob Papst Johannes XXIII. Lefebvre seines Amtes als Apostolischer Delegat. Lefebvre blieb aber Erzbischof von Dakar. In seiner Antwort vom Februar 1960 auf die Frage der Vor-Vorbereitungskommission (lat.: Commissio antepraeparatoria), welche Themen beim bevorstehenden Zweiten Vatikanischen Konzil zu behandeln seien, schrieb Erzbischof Lefebvre unter anderem, dass auf der Ebene der Geschäftsbereiche der Nuntien bzw. der Apostolischen Delegaten kirchliche Gerichte einzurichten seien, um dort dringende Eheverfahren zügig zu lösen, anstatt damit nach Rom gehen und lange auf eine Entscheidung warten zu müssen. Im Juni 1960 wurde Lefebvre in seiner Funktion als Vorsitzender der Westafrikanischen Bischofskonferenz durch den Papst in die zentrale Vorbereitungskommission für das Zweite Vatikanische Konzil berufen. Darüber hinaus verlieh ihm Johannes XXIII. die Würde eines Päpstlichen Thronassistenten, worauf Lefebvres neu verliehener heraldischer Wappenschmuck mit zwanzig Quasten hinwies. Im Jahr 1962 bewog der Papst den 56-jährigen Lefebvre zum vollständigen Amtsverzicht in Afrika zugunsten seines einheimischen Schülers Hyacinthe Thiandoum. Danach war Lefebvre unter Verleihung des persönlichen Titels eines Erzbischofs vom 23. Januar bis zum 11. August 1962 für sieben Monate Bischof von Tulle (Frankreich), wo er erstmals in verstärktem Maße mit der im Rückgang befindlichen kirchlichen und religiösen Praxis der Gläubigen infolge des Säkularisierungsprozesses konfrontiert wurde. Die Entmachtung Lefebvres in Afrika und seine Versetzung in die eher unbedeutende Diözese Tulle konnte als eine gewisse kirchliche Maßregelung durch Papst Johannes XXIII. zum Zweck der Förderung einer kompromissbereiteren Haltung gedeutet werden.
Im September 1962 wurde Lefebvre dennoch zum Generaloberen der Spiritaner – einer Kongregation, die damals über 60 Bischöfe zählte – gewählt und zum Titularerzbischof von Synnada in Phrygia Salutaris (heute Şuhut in der Türkei) ernannt. In dieser Eigenschaft intervenierte er mehrfach erfolglos gegen liberalere Reformvorhaben des Konzils, das am 11. Oktober 1962 eröffnet worden war; unter anderem gegen die Kollegialität der Bischöfe und die kirchliche Anerkennung der Religionsfreiheit. Die während dreier Jahre in der Vorbereitungszeit des Konzils erarbeiteten Konzilsschemata wurden zu Lefebvres Entsetzen gleich zu Beginn des Konzils verworfen. Insbesondere gegen liberale Konzilsteilnehmer aus Lefebvres Heimatland Frankreich, den meinungsbildenden Vorkämpfern der sogenannten Nouvelle théologie wie Yves Congar, Marie-Dominique Chenu oder Henri de Lubac, entwickelte sich eine Konfrontation, da diese die Frage nach der Unveränderlichkeit und der Geschichtlichkeit der Wahrheit sowie das Verhältnis zwischen Natur und Gnade neu bestimmen wollten und den Umgang mit dem Marxismus und den nichtchristlichen Religionen und deren Gotteserkenntnis neu aufs theologische Tapet brachten. Eine Relativierung des alleinigen Wahrheitsanspruches der katholischen Kirche hinsichtlich ihres Verhältnisses zu den anderen Religionen und den christlichen Konfessionen sowie eine kompromissbereitere, pastoral orientierte Öffnung des Katholizismus gegenüber den Fragen der modernen Zeit, wie sie etwa Hélder Câmara vertrat, kam für Lefebvre nicht in Frage. Nach Ansicht von Lefebvre widersprach die neue religionstolerante Haltung der Kirche der bisherigen christlichen Missionspraxis und dem Missionsauftrag Jesu (Mt 28,19–20 ).
Den theologischen Umbruch während des Konzils, der von Lefebvre als Dammbruch verstanden wurde, verglich er mit den gesellschaftspolitischen Umbrüchen der Französischen Revolution und ihrem Leitmotto „Freiheit, Gleichheit, Brüderlichkeit“. Die Religionsfreiheit und die Gewissensfreiheit des Individuums, die noch im 19. Jahrhundert von Seiten des Papsttums verurteilt worden waren, wurden zum Missfallen Lefebvres, der darin grundlegende theologische Irrtümer sah, nun zu konziliaren Grundsätzen erhoben. Ein kirchlich garantiertes Grundrecht auf die Ausübung einer seiner Meinung nach irrigen Religionspraxis konnte es für Lefebvre nicht geben. Die Forderung einer kollegial geleiteten Kirche lehnte er zugunsten einer mehr autoritären Form, wie sie in der vorkonziliaren Zeit praktiziert worden war, ab. In dieser Frage geriet Lefebvre in starke Opposition zu Achille Liénart, der ihn zum Priester und Bischof geweiht hatte. Liénart betonte, dass die Bischöfe an der Unfehlbarkeit des Papstes hinsichtlich der Leitung der Kirche teilhätten, und zwar nicht neben dem Papst, sondern mit ihm gemeinsam. Lefebvre hingegen fand in Kardinal Alfredo Ottaviani einen prominenten Unterstützer seiner Position. Beide betonten unter Berufung auf das biblische Christusbekenntnis des Petrus und die Zusage Jesu (Mt 16,13–19 ), die sie als Gründung des Papsttums und seiner führenden Position innerhalb der Weltkirche verstanden wissen wollten, den alleinigen Primat des Papstes. Ebenso lehnte Lefebvre eine Einschränkung der Entscheidungsgewalt der Bischöfe in ihren Diözesen, etwa durch die Einrichtung nationaler Bischofskonferenzen, ab. Der Ökumenismus, wie er in dem am 21. November 1964 von Papst Paul VI. promulgierten Konzilsdokument Unitatis redintegratio vertreten wurde, zerstöre letzten Endes die katholische Kirche. Das Dokument verweise zwar auf Unterschiede der von Rom getrennten Kirchen und kirchlichen Gemeinschaften, würdige aber in falscher, egalisierender Weise verschiedene Gemeinsamkeiten mit anderen Konfessionen.
Im Jahr 1963 gründete Lefebvre mit den Kardinälen Alfredo Ottaviani und Francis Spellman sowie Luigi Maria Carli, Giuseppe Siri, Arcadio María Larraona, Rufino Jiao Santos, Michael Browne und Ernesto Ruffini, Geraldo de Proença Sigaud, José Maurício da Rocha und Antônio de Castro Mayer aus Enttäuschung über den seiner Ansicht nach fatalen Konzilsverlauf die Vereinigung Coetus Internationalis Patrum, der etwa 250 konservative Konzilsväter beitraten und deren Vorsitzender er wurde. Auf dem Konzil verfasste Erzbischof Lefebvre zahlreiche ablehnende Stellungnahmen, befürwortete jedoch die Liturgiekonstitution des Konzils (Sacrosanctum Concilium) und stimmte auch fast allen übrigen Dokumenten zu. Dem Coetus Internationalis Patrum unter Lefebvre gelang die Abänderung einiger Konzilstexte, da Papst Paul VI. eine Zustimmung möglichst aller versammelten Bischöfe der Weltkirche anstrebte und somit gezwungen war, Kompromisse mit den Konservativen einzugehen.
Nach dem Abschluss des Konzils trat Lefebvre zunehmend in Opposition zu den Entwicklungen in der römisch-katholischen Kirche. Den sich seit längerem abzeichnenden Säkularisierungsprozess der katholischen Kirche in Westeuropa und Nordamerika mit dem Rückgang der kirchlichen Praxis sowie zunehmenden Kirchenaustritten, der Schließung von Konventen und Seminaren, den Rückgang von Priesterweihen sowie die Laisierung von katholischen Priestern führte Lefebvre direkt auf die Reformen des Konzils zurück.
Nachdem die Generalversammlung der Spiritaner im Jahr 1968 weitreichende Reformen im Sinne des Konzils („Aggiornamento“) beschlossen hatte und innerhalb der Kongregation über die Einführung der Priesterehe sowie die Entsakralisierung des Priesteramtes debattiert worden war, trat Lefebvre, obwohl er für zwölf Jahre zum Generaloberen gewählt worden war, unter Protest von seinem Amt zurück. Als nach den Protesten und Ausschreitungen des Jahres 1968 der Pariser Erzbischof François Marty Verständnis für die linksorientierte Bewegung und ihre Ziele zeigte, positionierte sich Lefebvre in Predigten deutlich gegen den Kommunismus.
Nach der im Jahr 1969 von Papst Paul VI. allgemein angeordneten Einführung der unter Federführung von Annibale Bugnini entstandenen neuen katholischen Messordnung, dem Novus Ordo Missae (NOM), weigerte sich Lefebvre diesbezüglich und blieb bei der Zelebration der alten Messordnung nach tridentinischem Ritus in der Fassung der liturgischen Bücher von 1962. Am 10. Juli 1969 sandte er eine Bittschrift an Papst Paul VI., in der er um eine grundlegende Neufassung des NOM bat. In Zusammenarbeit mit mehreren Theologen wurde sodann eine umfassende Kritik am Novus Ordo Missae erarbeitet, die schließlich unter dem Titel Kurze kritische Untersuchung des NOM Kardinal Ottaviani vorgelegt werden konnte. Ottaviani schloss sich dieser Kritik an, und zusammen mit Kardinal Bacci unterzeichnete er die Eingabe zur Vorlage bei Papst Paul VI. Die Hoffnungen Lefebvres noch weitere Unterzeichner für die Denkschrift gewinnen zu können, erfüllten sich hingegen nicht. Die Eingabe wurde als Ottaviani-Intervention bekannt, allerdings von der Glaubenskongregation unter Kardinal Seper zurückgewiesen. Ihre Wirkungen beschränkten sich daher darauf, dass Papst Paul VI. die Bedeutung der Tradition der früheren Messordnung noch einmal unterstrich.

### Priesterbruderschaft St. Pius X.
Die Gründung und Leitung der Priesterbruderschaft St. Pius X. war der letzte große Abschnitt im Leben Marcel Lefebvres.
Bereits kurz nach seinem Rücktritt als Generaloberer baten traditionalistisch eingestellte Seminaristen des Französischen Seminars in Rom ihn um Hilfe bei der Suche nach einem konservativen Priesterseminar, wo sie an vorkonziliaren Glaubensvorstellungen und Doktrinen festhalten konnten. Er verwies sie zunächst an die Universität Freiburg (Schweiz). Bis zum Jahr 1972 blieb Lefebvre Konsultor der Kongregation für die Glaubenslehre und lebte in Rom.

#### Errichtung der Priesterbruderschaft St. Pius X.
Nachdem Lefebvre im Jahr 1970 gebeten worden war, diese französischen Seminaristen persönlich zu unterrichten, wandte er sich an den Diözesanbischof des Bistums Lausanne, Genf und Freiburg, François Charrière, welcher die Gründung der Priesterbruderschaft St. Pius X. (lateinisch: „Fraternitas Sacerdotalis Sancti Pii X.“, Abkürzung „FSSPX“) als pia unio anregte und den vorläufigen Status eines offiziell errichteten religiösen Institutes oder einer Gemeinschaft des apostolischen Lebens am 1. November 1970, kurz vor seiner Resignation als Bischof, genehmigte. Am 13. Oktober 1972 wurde das „Internationale Konvikt St. Pius X.“ gegründet, da an der örtlichen Universität Freiburg im Üechtland noch ein theologisch konservativer Geist vorherrschte. François Charrière hatte den Rechtsstatus der FSSPX zunächst nur für sechs Jahre ad experimentum genehmigt. Der US-amerikanische, theologisch konservativ eingestellte Kardinal John Joseph Wright, Präfekt der Kongregation für den Klerus, sandte ein Schreiben, in dem er Erzbischof Lefebvre zur Gründung der Bruderschaft gratulierte.

#### Kanonische Aufhebung der Priesterbruderschaft St. Pius X. und Suspension Lefebvres
Lefebvre erklärte 1971 seinen Seminaristen, er lehne die von Papst Paul VI. promulgierte neue Editio typica des Römischen Messbuches ab. Die kirchlichen Veränderungen seit dem Konzil seien das Ergebnis eines Komplotts liberaler und antichristlicher Mächte. Wegen seiner Haltung wuchsen die Spannungen zwischen ihm und verschiedenen europäischen Bischöfen. Kardinalstaatssekretär Jean-Marie Villot berief eine Kommission ein und gab ihr den Auftrag, die Angelegenheit zu untersuchen. In der Folge veröffentlichte Lefebvre 1974 eine „Grundsatzerklärung“, in der er schrieb, die FSSPX lehne es ab und habe es immer abgelehnt, dem „Rom der neo-modernistischen und neo-protestantischen Tendenzen“ zu folgen. Jeder treue Katholik, dem sein Heil etwas bedeute, müsse die neue Messordnung ablehnen.
Am 13. Februar und 3. März 1975 musste sich Lefebvre vor der Kardinalskommission in Rom für seine Haltung verantworten. Danach erteilte Kardinal Arturo Tabera Bischof Pierre Mamie, Charrières Nachfolger, brieflich die Vollmacht, die Piusbruderschaft aufzulösen. Daraufhin entzog Mamie ihr am 6. Mai 1975 die Anerkennung als offizielle katholische Organisation. Der FSSPX fehlte nun aus der Sicht Roms die kirchenrechtliche Grundlage, um ein Priesterseminar zu betreiben. Aus Sicht Lefebvres war die Aufhebung wegen Überschreitung der Kompetenzen durch Bischof Mamie und weiterer formaler Fehler ungültig.

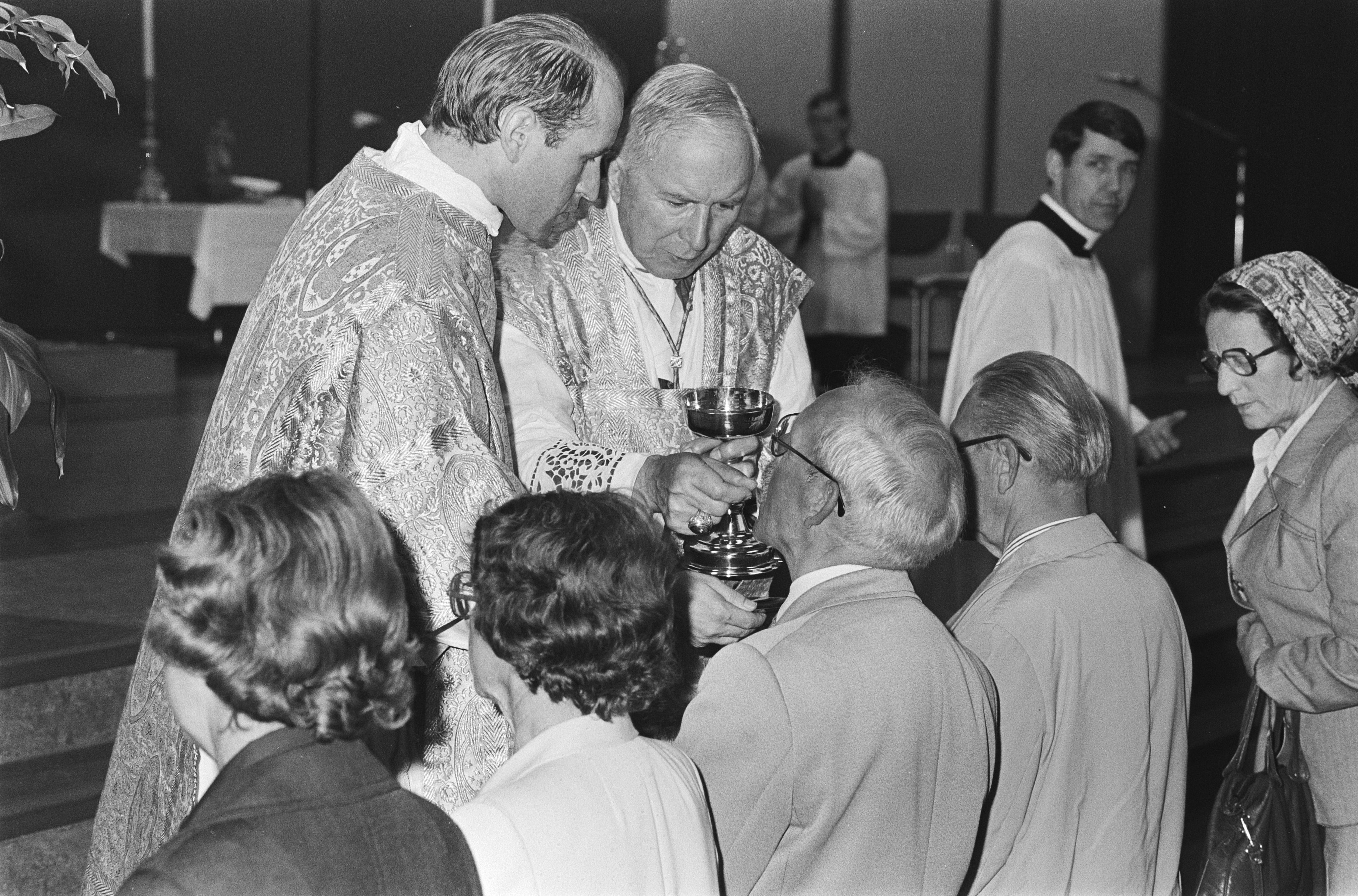
In der niederländischen Stadt Veldhoven zelebrierte der suspendierte Erzbischof Lefebvre eine Messe nach tridentinischem Ritus (1981).

Lefebvre ignorierte daher sowohl die Weisungen des Diözesanbischofs als auch die Weisungen Roms und schloss das im Jahr 1970 eröffnete Priesterseminar in Ecône nicht. Nachdem er am 29. Juni 1976 ohne Weiheentlassschreiben der Diözesanbischöfe Seminaristen zu Priestern geweiht hatte, wurde er von Papst Paul VI. suspendiert. Ihm wurden damit alle Vollmachten seines Priester- und Bischofsamtes entzogen und ihm war kirchlicherseits nicht mehr erlaubt, die Sakramente zu spenden. Am 15. September 1976 empfing ihn der Papst zu einer Unterredung in Castel Gandolfo, die aber das Urteil des Papstes gegen Lefebvre nicht mehr ändern konnte. Papst Paul VI. warf Lefebvre insbesondere persönliche Zweideutigkeit vor, „Gehorsam“ zum Papsttum zu behaupten, aber unter dem Generalvorbehalt, der aktuelle Amtsträger müsse den Vorgaben einer „Tradition“ entsprechen, über die Lefebvre subjektiv urteile. Lefebvre seinerseits betonte, nicht selbst über die Tradition zu urteilen, sondern sich lediglich auf die Dokumente des päpstlichen Lehramtes des 19. Jahrhunderts zu berufen. In einem persönlich gehaltenen Mahnbrief vom 11. Oktober 1976 verurteilte Paul VI. den dogmatischen Irrtum des von Lefebvre vertretenen Kirchen- und Traditionsbegriffs.
In der Folgezeit hielt Lefebvre in zahlreichen Ländern öffentliche Vorträge und gründete Priesterseminare, Priorate, Exerzitienhäuser sowie Schulen zur Unterstützung seiner Zielsetzung. Eine Schwesterngruppe zur Förderung der Priesterbruderschaft wurde in dieser Zeit von seiner leiblichen Schwester Sr. Marie-Gabrielle geleitet. Seine andere Schwester Sr. Christiane organisierte zudem die Gründung eines traditionstreuen Karmelklosters in Belgien. Am 23. September 1979 feierte Lefebvre sein goldenes Priesterjubiläum in Paris in einer Halle vor etwa 20.000 Gläubigen. Er predigte vor allem über die Bedeutung des Messopfers für die christliche Kultur.

#### Unerlaubte Bischofsweihen und Exkommunikation
Am 5. Mai 1988 war es nach Gesprächen zwischen der Gemeinschaft Lefebvres und der katholischen Kirche zur Abfassung eines Einigungsprotokolles gekommen. Maßgeblich daran beteiligt war der damalige Präfekt der Kongregation für die Glaubenslehre, Joseph Ratzinger, der spätere Papst Benedikt XVI. Doch nachdem der fast 83-jährige Lefebvre am 30. Juni 1988 entgegen päpstlicher Anweisung Bernard Tissier de Mallerais, Richard Williamson, Alfonso de Galarreta und Bernard Fellay zu Bischöfen geweiht hatte, wobei ihm der mit ihm befreundete brasilianische Bischof Antônio de Castro Mayer assistierte, verurteilte Papst Johannes Paul II. diese Bischofsweihen am 2. Juli mit dem Apostolischen Schreiben Ecclesia Dei Adflicta als schismatischen Akt. Die Bischofsweihen waren nach Ansicht Lefebvres notwendig geworden, da sich sein Gesundheitszustand verschlechterte und das Ende seines Lebens sich abzuzeichnen begann. Ohne die Weihe von Bischöfen innerhalb der Gemeinschaft hätten nach dem Tod Lefebvres aus Gründen der fehlenden apostolischen Sukzession keine Priester mehr geweiht werden können und die Gemeinschaft wäre zum allmählichen Aussterben verurteilt gewesen. Allerdings hatten die unerlaubten Bischofsweihen ipso facto die Exkommunikation Lefebvres und Castro Mayers sowie der von ihnen zu Bischöfen geweihten Priester zur Folge. Nach der Bischofsweihe wendeten sich infolgedessen von den 212 Priestern der Bruderschaft ungefähr 15 von Lefebvre ab und schworen Rom neuen Gehorsam. Die Gläubigen wurden von Rom aufgefordert, den Priestern der Gemeinschaft nicht mehr zu folgen. Jedoch berührte die römische Verurteilung der Bischofsweihen deren sakramentale Gültigkeit nicht, da es sich dabei nach römisch-katholischer Sakramententheologie und entsprechendem Kirchenrecht um eine unauslöschliche Einprägung handelt, welche den ontischen Status unverlierbar modifiziert. Dies trifft hier zu, da Apostolische Sukzession und Weiheritus gültig waren. Die Weihe war aber nach römisch-katholischem Recht und dessen autoritativer Anwendung im besagten Einzelfall nicht legitim; die Bischöfe gehörten demzufolge nicht zum Episkopat der Römisch-katholischen Kirche.
Demgegenüber beharrten Lefebvre und die Priesterbruderschaft auf der Rechtfertigung der Weihen durch einen Notstand. Der Streit wurde durch die Aufhebung der Exkommunikation der vier geweihten Bischöfe durch Benedikt XVI. im Jahr 2009 (Lefebvre und der Konkonsekrator waren zu diesem Zeitpunkt bereits verstorben) bereinigte die Streitfrage nicht, weil Benedikt XVI. nicht etwa die Feststellung des Eintritts der Exkommunikation rückwirkend aufhob oder sich gar der Behauptung eines Notstandes anschloss, sondern die Befreiung von der Kirchenstrafe als einen Gnadenakt darstellte.

### Tod
Am 25. März 1991 starb Lefebvre im Alter von 85 Jahren im Krankenhaus von Martigny. Er wurde am 2. April 1991 in Ecône (Kanton Wallis) in einem Wandgrab beigesetzt. Am 24. September 2020 wurden die Gebeine Lefebvres in die Krypta der Ecôner Seminarkirche überführt und in einen Sarkophag eingelassen. Bischof Tissier de  Mallerais zelebrierte das Pontifikalrequiem. Der Generalobere der Priesterbruderschaft, Franz Schmidberger, hielt die Predigt.
Lefebvre starb als Exkommunizierter unversöhnt mit der römisch-katholischen Kirche. Innerhalb der Kirche führte sein Tod zunächst zu einer bedeutenden Schwächung der traditionalistischen Bewegung, die sich in den folgenden Jahren in miteinander konkurrierende oder auch verfeindete romtreue und schismatische Gruppierungen aufspaltete.

## Theologische Position Lefebvres
Lefebvre äußerte in seinem Manifest vom 21. November 1974, dass jeder Katholik sein Seelenheil riskiere, der die Messe nach Maßgabe der Liturgiereform des Zweiten Vatikanischen Konzils feiere. Es sei für gewissenhafte, gläubige Katholiken unmöglich, sich der Liturgiereform „auch nur im geringsten“ zu unterwerfen.
Er sah sich nicht als Schöpfer einer neuen Theologie:

„Ich bin kein Anführer einer Bewegung, noch viel weniger das Haupt einer eigenen Kirche. Ich bin nicht, wie man unaufhörlich schreibt, ‚der Anführer der Traditionalisten‘. Ja, man ist sogar so weit gegangen, gewisse Leute als ‚Lefebvristen‘ zu bezeichnen, als ob es sich um eine Partei oder ein eigenes theologisches Lehrsystem handelte. Das ist eine unzulässige Redeweise. Ich vertrete auf religiösem Gebiet keine persönliche Lehre. Mein ganzes Leben habe ich mich an das gehalten, was man mich auf der Schulbank des Französischen Seminars von Rom gelehrt hatte, nämlich die katholische Lehre, wie sie das Lehramt seit dem Tod des letzten Apostels, der das Ende der Offenbarung bedeutet, von Jahrhundert zu Jahrhundert überliefert hat.“

Seine Position hat er wie folgt umrissen:

„Ich habe oft und oft wiederholt: Wenn jemand sich vom Papst trennt, werde nicht ich es sein. Die Frage läßt sich so zusammenfassen: Die Gewalt in der Kirche ist eine höchste Gewalt, sie ist aber nicht absolut und ohne Grenzen, denn sie ist der göttlichen Gewalt untergeordnet, die in der Überlieferung, in der Heiligen Schrift und in den schon durch das kirchliche Lehramt promulgierten Definitionen ihren Ausdruck findet. Tatsächlich findet die Gewalt des Papstes ihre Grenzen in dem Endzweck, für den sie auf Erden dem Stellvertreter Christi verliehen wurde. Pius IX. hat diesen Endzweck in der Konstitution Pastor aeternus des Ersten Vatikanischen Konzils klar definiert. Ich stelle also, wenn ich das sage, nicht etwa eigene Theorien auf. Der blinde Gehorsam ist nicht katholisch; niemand ist der Verantwortung enthoben, wenn er Befehle einer vorgesetzten Behörde, und sei es des Papstes, befolgt, obwohl es sich erweist, daß sie dem Willen Gottes widersprechen, den wir aus der Überlieferung mit Sicherheit erkennen können. […] Man muß zugeben, dass Papst Paul VI. das Gewissen der Katholiken vor ein ernstes Problem gestellt hat. Dieser Papst hat der Kirche mehr Schaden zugefügt als die Revolution von 1789. […] Der Liberalismus Pauls VI., den sein Freund Kardinal Daniélou zugegeben hat, genügt als Erklärung für die Katastrophen seines Pontifikats. Der liberale Katholik ist eine Persönlichkeit mit zwei Gesichtern, ständig in Widersprüche verwickelt. Er will katholisch bleiben, aber er ist besessen von dem Wunsch, der Welt zu gefallen. […] Wir wollen mit Rom verbunden bleiben, mit dem Nachfolger Petri, wenn wir auch den Liberalismus Pauls VI. aus Treue zu seinen Vorgängern ablehnen.“

In einer seiner letzten Predigten am 1. November 1990 in Ecône fasste Lefebvre abermals seine Position zusammen:

„Wegen des Abfalls vom Glauben, der in Rom herrscht, müssen wir mit ansehen, wie die Seelen in Massen der Hölle zustreben. […] Der Atheismus beruht auf der Erklärung der Menschenrechte. Die Staaten, die sich seither zu diesem offiziellen Atheismus bekennen, befinden sich in einem Zustand dauernder Todsünde. […] Mit Recht können wir daher sagen, dass sich diese Massen zur Hölle hinabbewegen. […] Er will Gott bleiben, nicht nur im Himmel, sondern auch auf Erden. Deshalb will Er für seine Armee Soldaten.“

In seinem offenen Brief an die ratlosen Katholiken im Jahr 1986 übte Lefebvre scharfe Missbilligung an der Position von Papst Johannes Paul II. im interreligiösen Dialog. Er lehnte sowohl den Besuch des Papstes in der Großen Synagoge von Rom ab als auch Weltgebetstreffen in Assisi, wo sich auf Initiative des Papstes Vertreter verschiedener Religionen trafen, um dort für den Frieden in der Welt zu beten. Des Weiteren enthielt der Brief eine Ablehnung der in der Konzilserklärung Nostra Aetate postulierten Religionsfreiheit. Nach Lefebvre könne diese Religionsfreiheit nicht auf „falsche Religionen“ angewendet werden.
Die Jahrzehnte später von Richard Williamson gegründete Priestergemeinschaft Marcel Lefebvre vertrat dessen Gedankengut weiter.

## Vorwurf der Nähe zu diktatorischen Regimen
Lefebvre fiel öffentlich durch Aussagen in Predigten auf, wonach unter einem religiösen Gesichtspunkt autoritäre Machthaber und Diktatoren wie Philippe Pétain, António de Oliveira Salazar und Francisco Franco vorbildlich seien. Er wurde von reaktionären Aristokraten und aus autoritär-republikfeindlichen Kreisen des Großbürgertums unterstützt.

## Eigene Veröffentlichungen (Auswahl)
- Ein Bischof spricht: Schriften und Ansprachen 1963–1974. Kreuz-Verlag, Wien 1976.
- Damit die Kirche fortbestehe. S.E. Erzbischof Marcel Lefebvre der Verteidiger des Glaubens, der Kirche und des Papsttums. Dokumente, Predigten und Richtlinien. Eine historiographische Dokumentation. Priesterbruderschaft St. Pius X, Stuttgart 1992.
- Geistlicher Wegweiser. Sonderdruck III aus Damit die Kirche fortbestehe. Priesterbruderschaft St. Pius X, Stuttgart 1992.
- Ich klage das Konzil an! Edition Saint-Gabriel, Schweiz 1979 (Neuauflage: Sarto-Verlag, Bobingen 2009, ISBN 978-3-932691-65-2).
- Sie haben Ihn entthront: Vom Liberalismus zur Apostasie – Die Tragödie des Konzils. Priesterbruderschaft St. Pius X., Stuttgart 1988 (Neuauflage: Sarto-Verlag, Bobingen 1988, ISBN 978-3-943858-12-9).
- Offener Brief an die ratlosen Katholiken. Mediatrix-Verlag Wien, 1986, ISBN 3-85406-067-X (Neuauflage: Sarto-Verlag, Bobingen 2012, ISBN 978-3-943858-07-5).

## Weiterführende Literatur
- Reinhild Ahlers; Peter Krämer (Hrsg.): Das Bleibende im Wandel. Theologische Beiträge zum Schisma von Marcel Lefebvre. Bonifatius Verlag, Paderborn 1990, ISBN 3-87088-622-6.
- Yves Congar: Der Fall Lefebvre. Schisma in der Kirche? Herder, Freiburg – Basel – Wien 1977, ISBN 3-451-17887-7.
- Victor Conzemius: Marcel Lefebvre. In: Historisches Lexikon der Schweiz.
- Michael Davies: Apologia pro Marcel Lefebvre. Dickinson, Texas 1979 (dt. Ausgabe: 1987), OCLC 165574039.
- Rudolf Kaschewsky: Zur Frage der Bischofsweihen ohne päpstlichen Auftrag. In: Una Voce Korrespondenz 2 (1988), 86–91.
- Steffan Lippert: Lefebvre, Marcel. In: Biographisch-Bibliographisches Kirchenlexikon (BBKL). Band 42, Bautz, Nordhausen 2021, ISBN 978-3-95948-505-0, Sp. 840–844.
- Georg May: Notwehr, Widerstand und Notstand. Begriffliche Klärungen. Mediatrix, Wien 1984, OCLC 1070477583.
- Alois Schifferle: Das Ärgernis Lefebvre. Informationen und Dokumente zur neuen Kirchenspaltung. Butzon & Bercker, Kevelaer 1983 (Neuauflage 2009, ISBN 978-3-7666-1281-6).
- Bernhard Tissier de Mallerais: Marcel Lefebvre – Die Biographie. Sarto-Verlag, Bobingen 2008, ISBN 978-3-932691-57-7.